# Christian Knauth
Christian Knauth, ou Christian Knaut, né le 16 août 1656 à Halle et mort le 11 avril 1716, est un botaniste allemand.

## Biographie
Il est le fils du botaniste Christoph Knauth (1638-1694). Il enseigne à Halle et est notamment l’auteur de Methodus plantarum genuora, qua differentiae genericae, tam summae quam subalternae, ordine, digeruntur (1706) dans lequel il liste près de 1 500 espèces végétales.
Le nom du genre Knautia lui rend hommage.